# 菅原道大
菅原 道大（すがわら みちおお、1888年（明治21年）11月28日 - 1983年（昭和58年）12月29日）は、日本の陸軍軍人。陸士21期。最終階級は陸軍中将。

## 生涯
1888年（明治21年）11月28日、長崎県南高来郡湯江村甲百九十四番地で小学校教員の父・菅原道胤の息子として生まれる。高等小学校、仙台陸軍地方幼年学校、中央幼年学校を経て、1907年12月、陸軍士官学校に21期生として入校。1909年（明治42年）5月、陸軍士官学校歩兵科を9番の成績で卒業。同年12月25日、歩兵少尉に任官、歩兵第4連隊付。1910年に行われた徳川好敏による日本では初となる動力飛行を目撃したことがきっかけで航空に関心を持つようになった。菅原は航空機が将来的に重要な戦力になると確信し、自ら航空兵となることを望んでいたが、歩兵重視の大日本帝国陸軍では航空兵の地位は低く、菅原の希望は上官から認められなかった。
1913年2月3日中尉。1916年陸軍大学校31期に入学。1919年（大正8年）11月、陸軍大学校卒業。1921年4月陸軍省副官。1924年（大正13年）8月20日歩兵少佐。1924年（大正13年）1月から3月までアメリカに出張。1925年3月18日歩兵第76連隊大隊長。
1925年（大正14年）5月、宇垣軍縮が行われ四個師団が廃止され陸軍航空科が独立した。菅原は陸軍のエリートコースに乗っていたのにもかかわらず、当初からの希望を貫いて、まだ陸軍内の地位も低く出世も見込めない航空科への転科を申し出し、今回は受理されて5月1日付で航空少佐として飛行第6連隊に着任を命じられる。
陸軍飛行学校令第五条により、陸軍飛行学校召集のため7月28日釜山出発、29日下関到着。9月19日陸軍飛行学校修学終了。また6月17日から11月3日まで下志津陸軍飛行学校、飛行第6連隊長において飛行勤務に服している。12月1日陸大に専攻学生として入校。1926年12月7日同課程卒業。1927年4月8日飛行第6連隊。自らの意思でエリートコースを外れて、海とものとも山のものともわからない航空科に転科した菅原を陸軍の同僚らは好奇の目で見たが、菅原の航空に対する思いは強く、意に介することはなかった。
1927年（昭和2年）12月13日、陸軍航空本部員。1928年4月2日から1929年1月18日まで航空研究委員会幹事を務める。1929年（昭和4年）に岐阜市各務ヶ原飛行場で行われた陸軍航空隊の飛行演習で、見学に来ていた海軍航空本部教育部員大西瀧治郎少佐と初対面、当時まだ数少なかった航空の専門家であった両者はすっかりと意気投合して、演習のあとの慰労会で互いに胸襟を開いて語り合ったという。のちに菅原と大西はそれぞれ陸海軍で特別攻撃を推進していくことになる。
1931年8月1日下志津陸軍飛行学校教官兼同校研究部部員。8月15日から10月13日まで召集佐官として下志津陸軍飛行学校、10月15日から11月11日まで明野陸軍飛行学校に在学した。1935年3月15日航空本部第一課長。1936年1月25日から8月12日まで飛行第6連隊、航空本部において航空勤務。1936年（昭和11年）10月から翌年2月まで欧州に出張。ドイツの航空軍備状況の視察に派遣された（駐独武官大島浩を団長としたが、実質的な長は菅原であり菅原航空視察団と通称された）。視察団の報告内容は、防空は飛行機の特性に通じる航空が担当すること、高射砲の増強で民間の防空も強化すること、防空のために多くの飛行機を使用することはできないことをまとめている。
菅原は帰国後、仙台幼年学校からの同期で無二の親友であった陸軍参謀本部作戦課長石原莞爾大佐と陸軍省軍務局軍事課長町尻量基大佐の3名で「航空重視」の上申書を参謀本部に提出したが、歩兵第一主義から脱しきれない参謀本部は「航空優先、地上絶対」という玉虫色の返事を行った。
菅原は、陸軍が航空をあくまでも野戦を担当する一兵種程度の認識しかしていないことに失望し、航空重視に舵を切った海軍と比較すると3年は遅れていると考え、1937年（昭和12年）4月海軍からドイツ視察の説明を求められた際、日本軍もルフトヴァッフェのように陸海軍の航空を合体した独立空軍を持つべきであるとの申し入れを海軍側に正式に行った。菅原の申し入れに対して海軍は、陸軍側が人数が多く政治力もあり独立空軍は陸軍に支配される可能性が大きいことや、技術的、用兵的に劣っている陸軍航空に海軍航空が吸収されるのは御免、などの理由により菅原の先進的な申し出を「空軍独立問題は時期尚早であり、海軍側は不賛成である」と断ることにし、その海軍側の返事を菅原に伝えたのが大西であった。使いとなった大西自身は独立空軍について前向きであったとする意見もある。空軍独立問題はこの後も陸海軍で検討は続けられたが、太平洋戦争の開戦により棚上げとなった。
同年8月2日、陸軍少将に進級、第2飛行団長に任命。1938年（昭和13年）7月第3飛行団長。1939年（昭和14年）10月、陸軍中将、陸軍航空総監部付。1939年12月下志津飛行学校長。1940年8月1日第1飛行集団長。
菅原は妻に常々「お上より頂くお手当は、これ全て部下を養わんが為のもの」「部下将兵や家族の困りおるものへ施せ」と言い聞かせており、妻はそれを守って家の経費は最低限に抑えて、菅原は給料を部下将兵のため気前よくつかっていた。働き手を徴兵されて困窮している部下将兵の実家に「餅代」と称してお金を送ったり、戦死・殉職した部下の遺族の面倒も見ており、部下をかわいがる「仁将」として慕われていたという。

### 太平洋戦争

#### 第三飛行師団

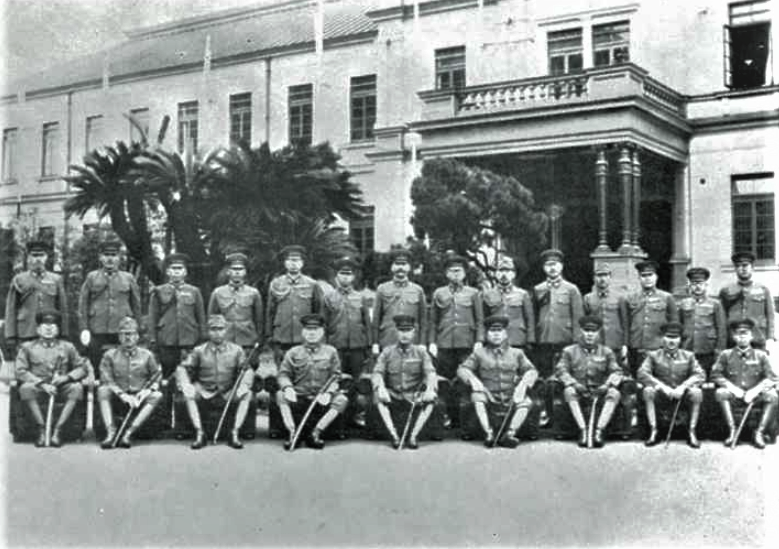
南方軍各指揮官および幕僚、前列右から2番目が菅原

1941年9月15日第3飛行集団長。12月に太平洋戦争が開戦したが、菅原は開戦と同時に開始されたマレー作戦における航空作戦を指揮し、菅原は今まで培ってきた航空の知識やノウハウを十二分に発揮し、豊かな発想で航空作戦を展開していった。第3飛行集団は、陸軍航空隊のエリートを集めた精鋭部隊であったので、もっとも重要な1941年12月8日開戦劈頭のコタバル海岸敵前上陸作戦の航空支援を担当した。しかし、仏印から出撃し日本軍の輸送船団を護衛する陸軍戦闘機の航続距離は短く、短時間の護衛で仏印の基地に帰還する必要があったので、菅原は「上陸部隊が飛行場を占領しだいそこに着陸せよ」という大胆な作戦を計画し、第12飛行団長青木武三大佐に実行を命じた。青木は自ら九七式戦闘機に乗り込んで船団護衛任務に就くと、地上部隊から「敵飛行占領す」との報告がなかったにもかかわらず、自ら先頭に立って悲愴な覚悟でシンゴラ飛行場に強行着陸した。飛行場はすでに日本軍地上部隊が占領しており、味方の戦闘機が滑り込んできたのを見た日本軍将兵は歓声をあげ、作戦成功の知らせを受けた菅原も喜んでいる。
菅原は占領したての飛行場に九九式双発軽爆撃機を進出させて、コタバル飛行場のイギリス空軍航空部隊を攻撃させた。コタバルのイギリス軍機は日本軍が上陸した12月8日に、ハドソン爆撃機の合計3回述べ十数機が日本軍輸送船団を爆撃して高速輸送船淡路山丸を全損に追い込んでいたが、日本軍の爆撃により損害を被って12月13日にはコタバル飛行場から撤退している。第3飛行集団はイギリス空軍を圧倒しながらも、イギリス空軍はゲリラ的少数機で日本軍地上部隊に継続的に爆撃を加えていた。菅原はまず絶対的制空権の確保を優先しており、 効果的な地上攻撃をしてくるイギリス軍機に対して、第3航空集団は制空権確保に集中するあまりに地上支援が少ないと感じていた第25軍山下奉文陸軍中将は「まずは地上作戦協力の方が緊急」という不満を抱いていた。山下の不満を受けて南方軍参謀谷川一男大佐は、「遠藤三郎率いる第3飛行団を第3飛行集団から第25軍の指揮下に移してはどうか」とする案を菅原ら第3飛行集団に示したが、菅原らは谷川の提案を一蹴、遠藤が「まずは何より重要なことは全般の制空権を獲得し、その傘の下で作戦することである」との意見を谷川に返した。そのため、引き続き第3飛行団は第3飛行集団の指揮下で菅原の方針通り、制空権確保に全力を投入し、1941年12月21日、第3飛行団がイポーとクアラルンプールでバッファローを4機撃墜、翌22日には陸軍航空隊の最新鋭戦闘機一式戦闘機（隼）を配備した加藤建夫中佐率いる飛行第64戦隊の隼23機がクアラルンプール飛行場を攻撃、迎撃に現れたイギリス空軍第453飛行隊のバッファローと交戦して15機を撃墜するなど航空殲滅戦を展開し制空権を確保していき、菅原の作戦通り、全般の制空権を確保した第3飛行集団の地上協力によりイギリス軍地上部隊は各地で第25軍に撃破され、シンガポールに向けて退却していった。
第3飛行集団は、北マレーに配備されていたイギリス軍機100機のうち50機を撃墜破して撤退させ、北マレーの制空権を確保したため、菅原は司令部をカンボジアのプノンペンからマレー半島のスンゲイパタニに前進させた。しかし、菅原の進出直後にスンゲイパタニがブリストル ブレニム爆撃機に奇襲攻撃を受け、あわや全滅か、という窮地に陥ったこともあった。
シンガポールが近づいた1942年1月8日、菅原は第25軍のシンガポール攻略支援のために入念な航空殲滅作戦を命じた。菅原の命令に基づき、1月12日に72機もの大編隊がシンガポールを空襲、迎撃してきたバッファロー10機を撃墜し、重爆撃機は悠々とイギリス軍飛行場を爆撃した。この日はさらに第2撃も加えられ、イギリス空軍に多大な損害を与えた。翌13日には、菅原はより前線に近い場所で指揮を執るため、スンゲイパタニで敵機の爆撃によりあわやという経験をしたのにもかかわらず、恐れることなくクアラルンプールまで司令部を前進させた。第3飛行集団は1月18日までシンガポールに激しい空爆を加えて、12日からの累計の戦果は敵機110機撃墜破にも上った。その後は、マレー西海岸をシンガポールに向けて猛進している近衛師団の航空支援を行ったが、イギリス軍機の活動はなおも活発であり、1月18日には菅原の司令部があるクアラルンプールも爆撃を受け、菅原は無事であったが、地上で数機の日本軍機が撃破され、死者3名を含む多数の死傷者が出た。
シンガポールのイギリス空軍には、1942年1月はじめに中東から新型戦闘機ホーカー ハリケーン2個中隊約50機が補充されており第3飛行集団の脅威となっていたが、1942年1月20日に、新鋭戦闘機ハリケーンと加藤率いる第64戦隊が初めて交戦。この空戦で隼は1機を失いつつも敵指揮官機を含むハリケーン3機を撃墜して完勝し、隼の優位性を実証している。その後もハリケーンは日本軍の空襲の迎撃に出撃するが、そのたびに損失が膨んで、イギリス軍のハリケーンへの期待は裏切られた格好となった。
第25軍は順調に進撃していたが、その後の航空作戦のために、航空燃料や爆弾を前線のエンドウへの輸送が必要であったことから、シンゴラから輸送船2隻がエンドウへ向かうこととなった。輸送船団を発見したイギリス空軍は、残存戦力の総力を結集してこの船団を攻撃することとした。まずは、イギリス軍とオーストラリア軍の戦爆連合の編隊34機が来襲したが、上空援護していた第11戦隊と援軍として到着した第1戦隊が迎撃して17機を撃墜して撃退した。その後に第2波の約20機が来襲したが、弾薬を撃ち尽くして帰還した第11戦隊に代わり、飛行第47戦隊の二式単座戦闘機（鍾馗）2機が迎撃して15機を撃墜してこれを撃退した。輸送船団は軽微な損害を被ったが、揚陸は支障なく続けられた。この大損害によりシンガポールのイギリス空軍は壊滅状態に陥り、こののちイギリス空軍機は殆ど姿を見せなくなってしまった。シンガポールの制空権を確保した1942年2月には、第3飛行集団は爆撃機によりシンガポールのイギリスを連日攻撃し、たまらずマレー方面のイギリス空軍司令官ホッバム空軍大将やガルフォード空軍少将はシンガポールを逃げだし、日本軍から撃墜撃破を逃れた残存機もジャワやスマトラ島に待避してしまった。制空権を完全に失ったイギリス軍はシンガポールの戦いを経て、1942年2月15日に日本軍に降伏した。
次いで、第3飛行集団は蘭印作戦に転戦したが、重爆撃機部隊は同時に進行していたビルマの戦いに投入されることとなったので、蘭印作戦には戦闘機部隊と軽爆撃機部隊だけが、東南アジア各地で日本軍航空部隊に敗北して撤退してきた連合軍航空混成部隊と戦うこととなった。蘭印作戦でもっとも華々しかった航空作戦はパレンバン空挺作戦であり、菅原配下の空挺部隊は、加藤らの強力な航空支援の下でスマトラ島のパレンバンに空挺作戦を敢行し、ロイヤル・ダッチ・シェルが操業する製油所などを殆ど無傷で占領した。加藤隼戦闘隊は蘭印でも活躍して航空殲滅作戦でホーカーハリケーンなど30機以上を撃墜して制空権を確保した。制空権を奪取した日本軍地上部隊は順調に進軍し、バンドン要塞と首都バタビア（現在のジャカルタ）に迫り、1942年3月1日にはオランダ軍最大の飛行場カリヂャチィ飛行場を占領した。蘭印のオランダ軍司令官ハイン・テル・ポールテン中将は、カリヂャチィ飛行場の失陥の報告を受けるや、その重要性を鑑みて奪還すべく多数の軽戦車、装甲車を伴った歩兵1個連隊を差し向けた。カリヂャチィ飛行場を防衛している日本軍部隊はわずかしかいなかったので、日本軍はたちまち包囲されたが、菅原は日本軍苦戦の報を聞くや、遠藤率いる第3飛行団をカリヂャチィ飛行場の支援に派遣、遠藤は自ら隼に搭乗すると、数機の隼と九九式双発軽爆撃機でオランダ軍を攻撃しては、カリヂャチィ飛行場に着陸、弾薬と燃料を補給後に再出撃してオランダ軍を攻撃するといったことを繰り返し、オランダ軍は100両以上の軽戦車、装甲車、トラックなどの車両の残骸を残して撤退し、飛行場の防衛に成功している。
連合軍の最後の望みはオーストラリアから水上機母艦ラングレーと輸送艦に搭載されて蘭印に向かっていたカーチス P-40の59機であったが、ラングレーが日本海軍の陸上攻撃機の爆撃で撃沈され、P-40の39機が海没し連合軍の望みも絶たれてしまった。
菅原に指揮された第3飛行集団は、南方作戦のマレー・シンガポール・パレンバン・ジャワ で活躍し、赫赫たる大戦果を挙げて日本軍初期の快進撃に大いに貢献した。アメリカ軍も戦後に日本軍のこの時期の航空作戦について、「日本陸軍航空隊の活躍は海軍ほどめざましいものではなかったが、東南アジアの制空権確保に重要な役割をはたし、フィリピンでは海軍を補助した」。「マレー沖海戦に次ぐ（南方作戦における）華麗な日本軍の航空作戦は、1942年2月14日におこなわれたパレンバンに対する陸軍空挺部隊による空挺作戦であった」と評価している。なかでも加藤率いる加藤隼戦闘隊の活躍は目覚ましく、加藤らの国民的な人気や名声を高めると共に、加藤らを指揮した菅原の陸軍航空の第一人者という地位も揺るぎないものとした。
南方作戦が一段落した1942年5月から6月にかけて各飛行集団は飛行師団に改組され、菅原は第3飛行集団が改組された第3飛行師団の師団長にそのまま留任、1942年7月9日には新しく編成された第3航空軍司令官を拝命。第3航空軍は主にビルマ航空戦を戦ったが、敵はイギリス空軍だけではなく、フライング・タイガースやそれを承継したアメリカ陸軍航空隊やオーストラリア空軍など連合軍の航空部隊が相手となり、第3航空軍400機に対して敵航空戦力はその倍以上と想定された。それでも菅原は怖じけることなく積極的な航空作戦を継続することとした。司令官となるや、ただちに隷下各部隊を視察、激励して回り、8月末には全軍に対し「わが航空軍が増強されつつある四周の敵空軍に対応する方途は、戦力を集結し機先を制し意表を衝く短切果敢な進攻作戦と、軽快機敏な奇襲の反復とに寄り、敵の台頭を粉砕し、また統合された空地戦力による邀撃によって来襲敵戦力を撃砕することにある」「また執拗な消耗戦対策としては、防空戦闘力とくに対空射撃威力の発揚と、徹底した分散遮蔽偽装及び適切な防護手段の励行が肝要である。」と攻撃面だけでなく、日本軍が軽視しがちな防御面も重視せよという訓示を行っている。
第3航空軍は航空殲滅戦と第15軍の航空支援をしながら、インドや中国の連合軍基地から飛来するB-24などの重爆撃機の迎撃も行った。その頃、太平洋正面の戦線では、1942年10月にガダルカナル島の戦いの10月攻勢は頓挫し、ニューギニアの戦いでも東部への進撃が連合軍の反撃により押しとどめられた。大本営は太平洋南東方面で攻勢を維持するため、第3航空軍から一部戦力を同方面に転用することを決定し11月25日に菅原に伝えられたが、菅原は同方面の戦局は厳しくなるとの正確な判断をし、この戦力転用命令に対して「南東方面も緒戦の好調に乗じ、海軍の占領地に引き摺られ、目下は面子上不利なる戦闘を交えあるが如く」「長期戦を予期せるにおいては戦線の緊縮、不敗体勢の立て直し必要なり」「一歩後退せるニューギニア西北部よりグアム島の戦を占拠主線とし、これを保持するためには奥行きある飛行基地の設定を必要とするもおおむね適すべく、それへの転機に一大決心を要す」と、海軍に張り合っての無駄な進撃は止めて戦線を縮小すべきという考えを日記に書いているが、こののち菅原の懸念通り、日本軍はソロモンやニューギニアで膨大な戦力を喪失して完全に戦争の主導権を失うことになった。
第3航空軍からは約100機もの戦力が転用されたが、菅原は少なくなった戦力を効果的に各担当地域に配分、引き続きビルマでは積極的な航空作戦を展開し、インドとビルマの国境の町アキャブ(現在のシットウェー)方面で航空殲滅戦を行い、チッタゴンやカルカッタにも猛攻を続けた。12月24日には菅原も自ら最前線のビルマトングーの飛行場まで行き、直接第5飛行師団に作戦指導を行っている。12月25日には第4飛行団の中西良介中将が航空機にて移動中に敵機と遭遇して空戦となり被弾、墜落は避けられたものの司令部があったメイミョウまでたどり着けず、代わりに牟田口廉也中将と協議のためにメイミョウにいた菅原が、急遽中西に代わって部隊指揮を執ったということもあった。アキャブ方面での航空殲滅戦は年が明けてからも続けられ、第3航空軍は多大なる戦果を挙げ、第一次アキャブ作戦で連合軍の攻撃を迎え撃っている第15軍を支援した。時折、アメリカ陸軍航空隊の雲南にある飛行場にも攻撃を加え、1942年4月26日には戦爆連合65機を持って雲南駅南飛行場に進撃、完全に奇襲となって、日本軍による爆撃でアメリカ軍機20数機がたちまち炎上し、飛行場施設も破壊されて、飛行場にいたクレア・リー・シェンノート少将も負傷させるといった大戦果を挙げている。4月30日にビルマ方面の視察を終えてシンガポールに帰還した菅原は、5月1日に陸軍航空士官学校長への転補の内示があって、5月5日に内地に帰還した。菅原が第3航空軍司令官であった9ヶ月間の間ビルマ方面においては、戦力を整えつつあった連合軍航空部隊に対して、日本軍は戦力が劣っていながらも制空権を渡すことなく戦い抜いた。
陸軍航空士官学校校長となった菅原は、欧米の航空事情を学び、合理的な作戦で実績を挙げてきた経験を活かして、日本陸軍伝統の精神主義ではない、合理的な思考によって陸軍の航空士官たちを教育した。

#### 航空総監部

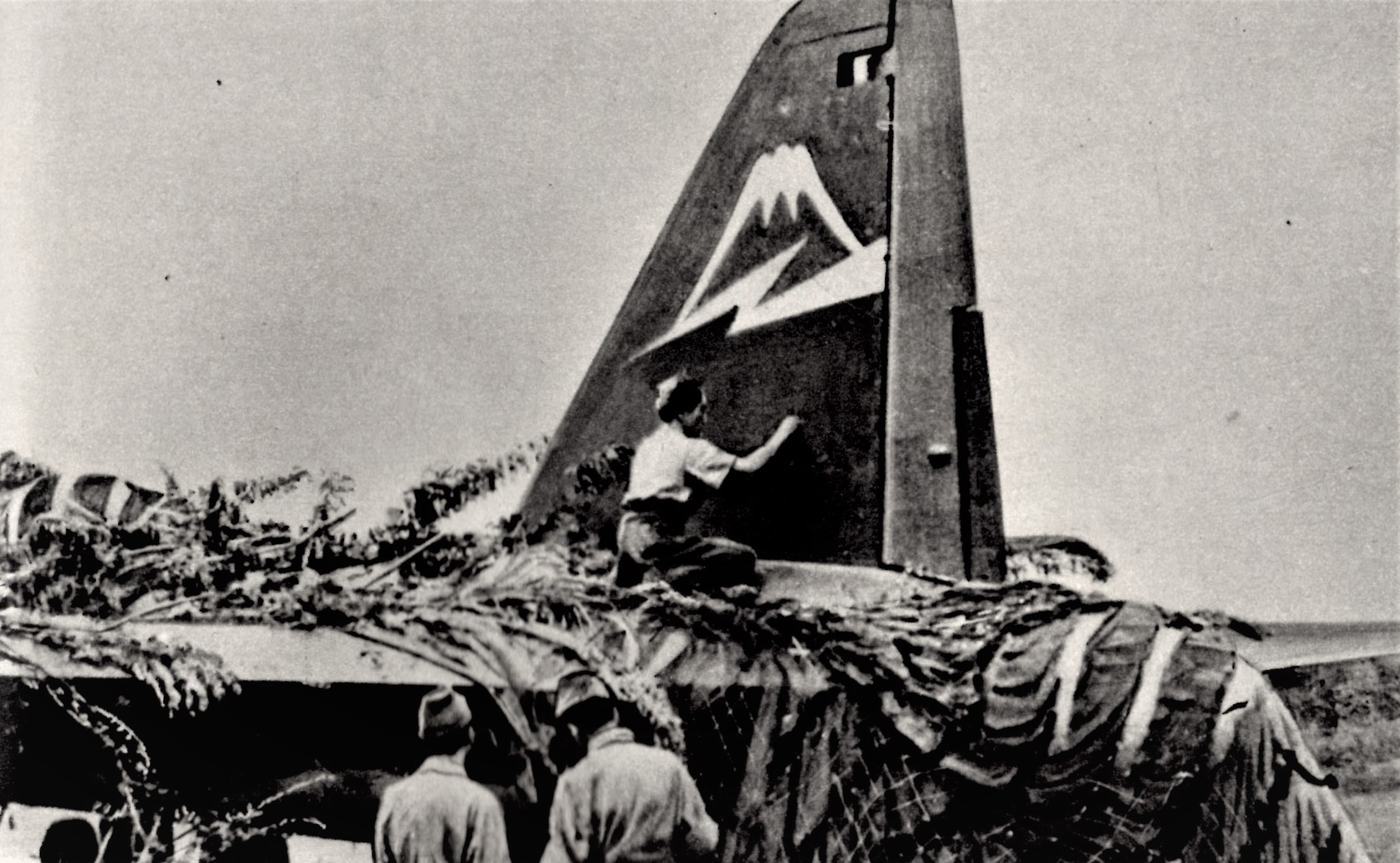
富嶽隊所属の四式爆撃機「飛竜」の尾翼に描かれた富士山の絵

1944年3月28日航空総監部次長。菅原が次長に就任したのは、航空総監兼航空本部長の安田武雄が更迭され、後宮淳が後任になったのと同時であった。この時期、参謀本部では体当たり攻撃についての議論が始まっており、体当たり攻撃に反対していた安田を更迭し、積極的な後宮を後任に据えたものであったが、菅原の登用は、航空部隊の指揮経験のない歩兵出身の後宮を補佐するため、航空に精通している菅原を頼った人事であった。この頃の日本陸軍の中枢は、後宮のような歩兵出身の将官で占められていたが、歩兵出身の将官たちは帝国陸軍の神髄は“歩兵の突撃”であると信じ、日本陸軍中枢に、航空機による体当たりは陸上戦闘の結果を決定する歩兵の突撃と同じとの考え方が蔓延し始めていた。航空出身で合理的な思考であった菅原にも、その考え方が強制されるようになっていったが、必ずしも菅原はその考えに同調したわけではなく、後宮の補佐という人事の目的とは裏腹に両者の関係は良好とは言えなかった。体当たり戦術に否定的で、自分の意の通りに動かない菅原を上官の後宮は冷遇し、ことあるごとに周囲に「菅原は無能」と吹聴して回り、重要な会議などのときは地方出張や慰霊祭などを押しつけて参加させず、陸軍航空隊に「菅原色」が浸透することのないようにしている。従って、特攻作戦の検討を進める陸軍航空隊のなかで菅原は蚊帳の外に置かれた形となり、菅原自身も戦後「就任した3月の時点ですでに特攻作戦については実施を前提とした議論がされていた」と三男に話していた。そのため、菅原が陸軍幼年学校入学から毎日欠かさず書いていた日記でも、次長時代には特攻に関する記述は殆ど無く、6月24日には日記に「帰宅後、体当り訓示案を携えて、首藤、岩宮両少佐来る」と後日に訓示予定の特攻に関する訓示案を受け取ったことと、29日に首藤らが作った訓示案を後宮が読み上げるため隷下部隊長を集合させたという記述のみであった。
サイパンの戦いにより1944年7月9日にサイパン島をアメリカ軍に奪われると、その責任をとって東條英機が首相・陸軍大臣・参謀総長が退任、後宮も東條とともに退任に追い込まれた。菅原は後宮の後任の航空総監兼航空本部長を拝命するが、東條と後宮が去っても、特攻の準備が止まることはなく、本来は特攻に消極的であった菅原も本部長拝命の1週間後の日記に「今や対米勝利を得がたしとするも、現状維持にて終結するの方策を練らざるべからず。之れ、最後に於ける敵機動部隊に対する徹底的大打撃なり」と記述している。急速な進撃を続けるアメリカ軍艦隊に「徹底的大打撃」を与えるための作戦について、もはや航空作戦のプロの菅原中将にも良策はなく、特攻容認の流れに従うしかなかった。参謀本部の主導によって、1944年7月、鉾田教導飛行師団に九九双軽装備、浜松教導飛行師団に四式重爆「飛龍」装備の特攻隊を編成する内示が出て、8月中旬からは九九双軽と四式重爆「飛龍」の体当たり機への改修が秘かに進められた。9月28日、大本営陸軍部の関係幕僚による会議で「もはや航空特攻以外に戦局打開の道なし、航空本部は速やかに特攻隊を編成して特攻に踏み切るべし」との結論により、参謀本部から航空本部の菅原に航空特攻に関する大本営指示が発せられた。
陸軍の特攻編成については「軍政の不振を兵の生命で補う部隊を上奏し正規部隊として天皇（大元帥）、中央の名でやるのはふさわしくない。現場指揮官の臨機に定めた部隊とし、要員、機材の増加配属だけを陸軍大臣の部署で行うべきである」という陸軍省の意見によって、本来、航空本部長の菅原の名前で編成命令がなされるが、従来通りの手続きでは天皇を介する必要があり天皇からの命令となってしまうため、菅原が編成担当者に任務のみを命令し、編成担当者が現場の裁量として特攻隊の編制を行うこととした。
陸軍初の航空特攻隊はフィリピンの戦いで開始されることとなり、鉾田教導飛行師団の万朶隊と浜松教導飛行師団の富嶽隊が派遣されることとなった、10月26日岩本益臣大尉以下16名の万朶隊がフィリピンに到着、隊長の岩本は出撃前にアメリカ軍戦闘機に撃墜され戦死したが、11月12日に田中逸夫曹長以下4機が、岩本らの遺骨を抱いてレイテ湾に出撃し、全機未帰還、戦艦1隻、輸送艦1を撃沈したとして、南方軍司令官寺内寿一大将より感状が授与された。しかしこの戦果は、海軍の神風特別攻撃隊が空母を撃沈したという戦果発表に張り合って陸軍は戦艦を撃沈したという過大戦果発表であり、実際にアメリカ軍がこの日に被った損害は工作艦2隻の損傷のみであった。この日出撃した万朶隊の4機は全員戦死と思われていたが、後に佐々木友次伍長が敵艦に体当たりせず通常攻撃を行い、ミンダナオ島のカガヤン飛行場に生還していたことが判明している。佐々木はこの後も、第4航空軍司令官富永恭次中将の裁量で、特攻出撃を繰り返しながらいずれも生還している。
陸軍の特攻作戦が開始されて、その戦果報道を見た菅原は「海軍の真似の感ありて打つ手遅しか」「特攻隊の二、三の戦果に気勢を揚げて自己陶酔に陥るは避けざるべからず」といったように、海軍に負けじと戦果を派手に喧伝する陸軍上層部とは異なり、冷静な視点でかつ自嘲的に特攻について記述している。しかし、特攻が望外の戦果を挙げたとする国民的な喧噪の中で、しだいに特攻に批判的な菅原の心中も揺れ動いてゆき、陸軍士官学校55期卒の長男菅原道紀大尉を特攻隊に参加させようとしたが、周囲から売名行為ととられる恐れありと説得されて取り下げている。

#### 第6航空軍司令官
教導航空軍の改編に伴い1944年（昭和19年）12月26日第6航空軍司令官を拝命。きたる沖縄を含む本土近辺での大規模な特攻作戦を行う第6航空軍で、若い特攻隊員を納得させるだけではなく、各指揮官や参謀を目的に向かって一丸にさせるため、生粋の航空畑育ちで陸軍航空の第一人者となっていた菅原の統率力を期待した人事であった。特攻作戦を企画する側から、前線で指揮する立場となった菅原は、かつては特攻に懐疑的であったのにもかかわらず、フィリピンを失い、硫黄島にもアメリカ軍が迫るといった追い詰められた状況では特攻にしか頼る道はないと考え始めていた。海軍側で特攻を主導していた第一航空艦隊大西瀧治郎中将は特攻のことを「統率の外道」と考えていたが、菅原は戦後に特攻作戦を指揮した当時のことを振り返って「統率無し」と評価している。これは、本来の「統率」ということばが持つ、部下将兵に適切な教育訓練を行い、上下の信頼関係を確立し、綿密な作戦計画を立てて、勝てる作戦を実施し、味方の損害を極小に抑え敵になるべく大きな損害を与えるような戦いに部下を送り込むといった意味合いに、特攻作戦は合致することはないため、もはや特攻には統率というものは存在しないという考えに基づいたものであった。
1945年3月、沖縄戦開始に伴い第6航空軍本部は福岡市に移り、沖縄方面への特攻作戦の指揮を執ることとなる。しかし、特攻隊の数と質を十分揃えることができず、海軍からは批判も寄せられた。菅原は3月22日の日記に「隷下の作戦を正当に判断すれば最低の作戦に満足せざるべからざる次第にて、上司を誤らしむること無からしめんが為、正直なる認識を報告したる次第」と豊田副武連合艦隊司令長官にその状況を率直に伝えたと記している。3月26日に天一号作戦が下達されるが、菅原は準備の不足を痛感しており、その状況での特攻作戦に「然し未熟の若者を只指揮官が焦りて無為に投入するは忍び得ざる処なるが、片や戦機は如何。敵の上陸を目前に、特攻隊に両三日の訓練を与うとして、著しく戦力の向上を期し得るや否や」という苦悩を日記に綴った。
かつては「仁将」などと呼ばれ、部下思いに定評があった菅原も、戦死前提の出撃という特攻作戦の性質で、次々と配置されては数日のうちに出撃していく特攻隊員との上下の精神的繋がりが持てず、軍司令官として部下将兵の人心掌握が実質不可能であることを思い悩み、せめて出撃の首途ぐらいは見送ってやりたいと考えた。最初はそんな思いもあって「今回の挙に参した諸子の行動は崇高な軍人精神の発露であって、肉体に死して霊に行き、現在に死して未来に生き、個人に死して国家に生きるものである。我等もあとに継ぐであろう、安んじて征け」などと感情をこめて訓示をしたが、舌がもつれて声にならず、少しでも心を緩めると涙が溢れそうになるため、なるべく冷血に振る舞おうと意識して、訓示も次第に簡単なものになっていったという。しかし、ときには、絶筆『所感』を遺した第56振武隊上原良司少尉らを見送ったときのように、「明日の出発は早いし、出撃準備にあわただしいことであるから、とくに今、集まってもらった」から始まって「今諸士を特攻隊として送るに当たり、諸士の父兄の気持ちを思うと、感慨無量である。自分には諸士と同じ齢ごろの子供がある。それをもって、諸士の父兄の気持ちを推察する時、万感、胸に迫るものがある」そして結びに「最後の時に慌てるな。・・・・終わり」と万感の思いを込めて余韻に浸るなど、かなりの長時間に渡る決別の訓示を泣きながらしたこともあり、逆に、帰還した特攻隊員相手に「貴官らは、どうして、生きて帰ってきたか」「死ぬことができないのは、特攻隊の名誉をけがすことだ」という趣旨の激しい訓話を行ったこともあった。いずれにしても、菅原にとって特攻隊員に訓示をする時間がもっとも苦痛なひとときであったという。そのため、精神的に追い詰められた菅原は屡々健康を害して、睡眠薬を常用するようになっていた。
航空総軍は旧式機などもかき集めて特攻機として第6航空軍に増加配分したため、エンジントラブルや敵を発見できずに、多くの特攻機が帰還している。わずかに敵に突入しても戦果ははかばかしくなく、4月14日の日記には「当方押され勝ちにて漸次特攻効かなくなる」「特攻の効果如何と惑う」と記し、第6航空軍は、軍司令部近隣の私立福岡女学校（現・福岡女学院中学校・高等学校）の寄宿舎を接収して、帰還した特攻隊員などを宿泊させたが、この施設が「振武寮」と呼称されて、この施設の管理人のひとりである第6航空軍参謀倉澤清忠少佐が帰還した特攻隊員を虐待したという証言もある。しかし菅原自身は「この種のこと（特攻機の帰還のこと）で軍司令官として特に処理した覚えはない」として直接は関わらなかったと当時の日記に記述している。
大和特攻の際には、同じ海軍ながら大和の航空支援を拒絶した美濃部正少佐率いる芙蓉部隊など、海軍側が十分な航空支援を行わないなかで、菅原は「（大和特攻の際に）南九州の第100飛行団が四式戦闘機疾風48機を投入して、奄美大島付近の制空権を一時的に掌握、協力する」と海軍側に約束している。約束通り、菅原は第100飛行団を主力とする陸軍航空隊の戦闘機41機の出撃を命じ、12：00から14：00にかけての制空戦闘で10機が未帰還となったが、陸軍の航空支援にもかかわらず、大和はアメリカ軍艦載機の攻撃を受けて沈没した。
大陸命第一二七八号（1945年3月19日） にて連合艦隊司令長官の指揮下に置かれて、海軍と一体の特攻作戦を推進していた第6航空軍は、海軍の菊水作戦に呼応して特攻機の出撃を続けて、連合軍艦隊に多大な損害を与えた。アメリカ軍の公式記録上、沖縄戦でのアメリカ海軍の損害は、艦船沈没36隻、損傷368隻、艦上での戦死者は4,907名、負傷者4,824名と大きなものとなったが、その大部分は特攻による損害で、アメリカ海軍史上単一の作戦で受けた損害としては最悪のものとなっている

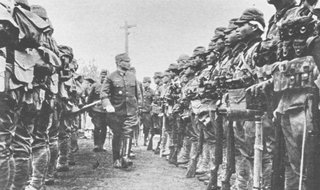
出撃前に菅原（中央）の閲兵を受ける義烈空挺隊

第6航空軍は指揮下に空挺部隊で編成された特殊部隊義烈空挺隊を擁していたが、特攻の最大の障壁となっていた沖縄のアメリカ軍飛行場を撃破すべく、菅原は部隊の投入を大本営に陳情し続けていた。なかなか承認されなかったが、1945年5月に参謀本部第1部長宮崎周一中将が九州に来訪したさいに菅原は宮崎に義烈空挺隊の投入を直談判し、ようやく決裁を得た。しかしながら、決裁はとったものの、沖縄戦の大勢も決し時期を逸した大本営の許可に、菅原は作戦の決行を躊躇したが、これまで何度も出撃が中止となってきた義烈空挺隊の隊長奥山道郎少佐が「空挺隊として若し未使用に終わるようなことになっては何の顔（かんばせ）あって国民に相まみえん」「当局の特別なる保護と、世上の絶大な尊敬に対して、武人の最期を飾るべき予期の戦場さえ与えられないとなると、国民国家に対して顔向けができようか」と心中を吐露したため、菅原は「部下に死に場所を与える」という感情に流されて出撃命令を下した。
参謀本部は、義烈空挺隊輸送機として九七式重爆撃機12機、飛行場夜間爆撃機として四式重爆撃機12機、九九式双発軽爆撃機10機の投入も許可、海軍の第五航空艦隊司令長官宇垣纏中将は義号作戦を援護するため、一式陸上攻撃機17機、銀河13機、それに護衛として夜間戦闘機12機の投入を決定した。
陸海軍の協力により当時の日本軍としては大戦力が沖縄の飛行場を攻撃することとなったが、なかなか天候に恵まれず、ようやく天候が回復した5月24日18:50、第三独立飛行隊所属の12機の九七式重爆撃機が義烈空挺隊を乗せて陸軍熊本健軍飛行場を出撃した。うち4機が故障により帰投、残る8機が陸海軍機による空襲の対策に追われていた沖縄の嘉手納飛行場と読谷飛行場に突入したが、7機までが激しいアメリカ軍の迎撃で撃墜されて残る1機が読谷飛行場に突入した。敵飛行場への胴体着陸という日本軍の奇策にアメリカ軍は大混乱に陥り、輸送機から飛び出したわずか8名の義烈空挺隊員は38機のアメリカ軍航空機を撃破、7万ガロンの航空燃料を焼き払い、20名のアメリカ兵を殺傷して全滅した。この大混乱で読谷飛行場は暫く使用不可となったが、このあと再び天候が崩れて、飛行場が使用不能のときに特攻機をなるべく多く突入させようという日本軍の目論見は実現できなかった。後年、菅原は義号作戦について、日記で「後続を為さず、又我方も徳之島の利用等に歩を進めず、洵（まこと）に惜しきことなり、尻切れトンボなり。引続く特攻隊の投入、天候関係など、何れも意に委せず、之また遺憾なり」と義烈空挺隊の戦果を活かせなかったことを悔やんでいる。
こののち、第6航空軍は連合艦隊司令長官が菅原よりは後任の小沢治三郎中将に代わったタイミングで連合艦隊の指揮下を脱した。海軍が沖縄決戦か本土決戦かの意見が統一できずに、引き続き沖縄に特攻機や芙蓉部隊などの通常攻撃機を送り続け、防空体制の整ったアメリカ軍に対して戦略的には大して意味のない損失を増やしていたのに対して、菅原は、第6航空軍がすでに沖縄への航空作戦に予定以上の航空兵力を投入しており、これ以上沖縄に航空兵力を投入しても、兵力を無駄に消耗するのみと現実的な判断をして、6月9日をもって沖縄での主作戦を打ち切り、地上部隊への物資投下などの支援のみを行う事とした。菅原の命令で、陸軍機は沖縄南部日本軍陣地上空に毎日のように単機ないし数機飛来し、対戦車爆雷の資材や重砲の砲弾などの資材を投下して微々たる量とはいえ地上軍に物資を送り続け、かすかな希望を断続的に地上軍将兵に与えていた。

### 終戦

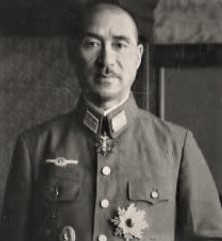
第6航空軍司令官時の菅原

第6航空軍司令部やその施設は、1945年6月20日の福岡大空襲により一部が焼失したため、司令部は平尾の山中に移転することとなり、菅原らはそこで本土決戦の準備を進めることとなった。しかし8月12日に御前会議の昭和天皇の「聖断」による終戦決定が知らされ、中央の動きに驚きと不信を覚えた菅原は、同日の日記に「余りに突然に過早なる此の決を見、正（まさ）に戸惑いの姿なり。徐（おもむ）ろに意を決せんとす、特に軍司令官として完全に任務を終了してのこととすべし」と感想を書いている。そして翌13日の日記には「国体護持ができれば日本国は在るなり、其の範囲は縮小せらるるも日本は永久なり」「若し国体変革己むなしとせば宜しく全国民挙げて玉砕すべきなり、飽くまで頑張るべきなり」と記し、日本国民全員玉砕をも想定した徹底抗戦の意志を持っていた。
これまで菅原は出撃する特攻隊員に「決しておまえたちだけを死なせない。最後の一機で必ず私はおまえたちの後を追う」と訓示しており、7月末には自分が乗り込むための特攻機の用意も命じ、さらに自身の特攻出撃を8月25日としていた。しかし8月15日の玉音放送を聞くと、昭和天皇からの停戦命令に従って一切の軍事行動を停止し軍司令官として終戦処理を完了したあとで自決しようと考えた。その後、時事通信社の報道班員であった軍事評論家伊藤正徳の取材によれば、海軍第5航空艦隊司令官宇垣纏中将が、中津留達雄大尉ら部下を連れて「私兵特攻」に出撃したと聞いた第101振武隊の特攻隊員数名が菅原のもとを訪れ、「宇垣中将は沖縄へ特攻出撃されました。閣下はどうされますか。吾々は何時でもお供出来るように用意しております」と、陸軍側も同様な特攻指揮官との出撃を申し出たが、菅原は十数秒間黙考したのち「陛下の終戦玉音を拝聴した後は、余は一人の兵士も殺すわけにはゆかぬ。皆、おとなしく帰れ」と振武隊員を一喝している。
その時の異説としては、作家の高木俊朗は自分の著作で、菅原が第6航空軍参謀長の川嶋虎之輔少将との協議中に、参謀の鈴木京大佐から「軍司令官閣下もご決心なさるべきかとおもいます。重爆一機用意しました。鈴木もお供します」と司令部も責任をとるべきと詰め寄ったが、菅原は「自分は、これからあとの始末が大事と思う。死ぬばかりが責任を果たすことにはならない。それよりは、後の始末をよくしたいと思う」などと特攻出撃を拒否し、これを聞いた鈴木は「この人は到底死ねる人ではない」と呆れたなどと主張している。しかし、現存する当時の菅原の日記によれば、鈴木が「閣下も征かれますならお供します」と特攻出撃を直訴してきたが、躊躇することなく「否、軍は先刻発令の通り」と天皇の命令の通りに一切の軍事行動は罷り成らずと言い放ったと記述しており、第101振武隊の特攻隊員とのやり取りについても菅原自身は「伊藤氏の如き著名な大記者がそのときの光景を正しく書いたことに感謝している」と述べている。
また、同日の日記には「単に死に急ぐは、決して男子の取るべき態度にあらず。任務完遂こそ、平戦時を問わず吾人金科玉条なれ」と記されており、戦後にこのときの思いを「宇垣提督は敢て（玉音）放送を不問に附し、自ら最後の攻撃を為さんとするものである。何か特別な理由がなければならぬ。単独の自決ならとにかく、僚機を伴うということになると更に問題は大きい」と終戦後に天皇からの命令に背いて出撃した宇垣に批判的な回想をしているが、突入したという報告を受けると冥福を祈ったとしている。この回想のように、天皇からの命令に従って、特攻などの軍事行動を行う気持ちはなかった菅原も、単独の自決に対しては否定しておらず、自決のタイミングを「九州を去るとき」「軍司令官罷免のとき」「敵の捕手、身辺に来る直前」「軍内の統制つかず、曠職の責を自覚せる時」「精神的苦痛に堪えず、進んで自決を選ぶとき」の5つ挙げている。
しかしながら、軍組織が崩壊し、自暴自棄となった兵士らで乱暴をはたらく者も出る中で、現地軍司令官として終戦処理に追われ自決のタイミングを逃していく。そんなある日、第6航空軍に所属して特攻出撃もしていた陸軍航空隊第66戦隊の指揮官藤井権吉中佐が、妻子をともに拳銃自決したとの報告を受け、藤井の遺骨を目にして「実に悲愴、悲痛なり」と嘆き悲しんでいる。藤井以外でも、杉山元や東條英機（未遂）などの陸軍首脳部や、寺本熊市や隈部正美などの特攻に関係した将官たちの自決の報道に接していく中で、逆に菅原の自決の意思は次第に遠のいていき、9月23日の日記には参謀長の川嶋から「特攻隊の精神顕彰事業を為すは菅原将軍をおいて無し、ぜひやってくれないか」と説得されて、「正に然り、特攻精神の継承、顕彰は余を以って最適任者たること、予之を知る」（海軍側については宇垣纏中将、大西瀧治郎中将既に無く、福留繁中将あるも極めて限定的なり）と自決することを断念し、もっとも特攻を知る者として、今後は特攻隊員の顕彰、慰霊、遺族への弔問を行うことを決心している。
菅原の次男・深堀道義はこの父の決断について「最上策は父も自決すべきだった」としながらも、「終戦処理をせずに自決するのは責任の放棄に外ならない」「特攻隊指揮官であった菅原が、終戦処理を終えた後、遺族を訪ね、特攻隊員の慰霊顕彰を行うために生を選択したのは、実は死よりつらいことだったのではないか」「終戦の決定がなされたのちに部下を連れて特攻出撃した宇垣は下策であって、菅原が特攻出撃すると申し出た参謀の鈴木や振武隊員を諭して無駄な死を防いだのは正解であった」と述べている。事実、菅原は、世間言われているように単なる振武隊の高級指揮官という位置付けだけではなく、九州各地に点在する本土決戦を控えていた待機特攻隊・飛行戦隊や飛行場大隊・整備・通信(有線・無線)・防空(高射機関銃隊等)の他、航空軍司令部要員等、軍司令官として多数の部下を抱えており、軍司令官自決が多数の部下を巻き込んだ混乱を来す可能性があったことは想像容易である。

### 戦後

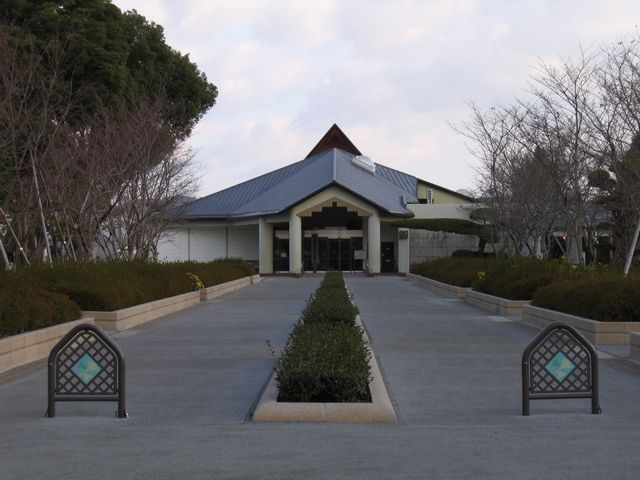
菅原らが建立した「知覧特攻平和観音像」近くに設立された「知覧特攻平和会館」

軍職にあったときは部下への施しで殆ど蓄えがなく終戦時には無一文だった。東京都内に自宅を所有していたが、終戦直前の強制疎開でそれも失い、住むところにも事欠いていたが、埼玉県飯能市で、とある会社の廃バラックを貸してもらえることとなり、取りあえず寝起きできるように天井と床に薄いベニヤ板を張って住むこととした。屋根は杉皮葺で雨漏りし、水道はなく手汲み井戸、玄関はなく、畳は1枚もないため床には茣蓙を敷いていた。建物は全体的に傾いており、外から見ると住居ではなく物置小屋にしか見えなかったという。そこに、妻女と復員して軍を失職した菅原と三人の息子の合計5人が居住することとなったが、訪ねてきた旧軍関係者や元部下・遺族はその住居に驚き、菅原が自決せずに生き長らえていることに抗議するため菅原宅を訪れた義烈空挺隊の生き残りも、あまりの菅原宅のみすぼらしさと妻女の誠実な態度に触れて、何も言うことなく帰ったということもあった。菅原と妻女は後に、自立して家から出て経済的に成功した息子たちから、バラックを離れて同居しようと薦められたが、その申し出を断っている。断った理由について、長男道紀と陸軍士官学校で同期だった花村龍男に「戦死なされた方々のことを思い返せば私共こうして生かされて頂いていることは勿体ない限りなのでございます。住居や衣食について不足不満など申しては罰が当たりましょう」と述べている。花村はこの話に感動して、菅原を「昭和の乃木将軍」と評して、自分の家族や教え子たちに話して聞かせたという。結局、菅原は死ぬまでこのバラックに居住し続けた。
失職した菅原は付近の空地を耕して野菜を作り、妻と長男道紀は山に入って山菜を採り、山羊や鶏を飼ったが、中国戦線でマラリアが持病となっていた長男は重労働で身体をこわし、終戦の翌年1946年に母の手を握って「私が死ぬとご両親は少しは肩身が広げられますね」という言葉を遺すと、若くして亡くなった。菅原はそのような極貧の生活のなかでも、軍職にあったときと同様に少しでもお金が入ると、全国の困っている特攻隊員の遺族を助けるために、全国の遺族巡りに飛び出していった。すでに軍司令官ではない菅原は一般の乗客と同様に、戦後の混乱のなかで、すし詰め満員の鈍行列車に乗車したが、あまりの混雑に窓ガラスを割って乗車するものや、身動きがとれないのでその場で放尿するものなどもいるなか、菅原は十分な睡眠もとれずに忍耐強く強行軍で訪問を続けた。遺族のなかには、仏壇に手を合わせながら菅原が言った「どうしてこのように小さなお子様がいて、なぜご主人は特攻に行ったのでしょう」という言葉に絶句し思わず「あなた様は…」と語気を荒げる遺族もあって、菅原も恐縮したが、それでもめげることなく遺族回りを続けた。菅原の日誌によれば、元軍司令官の訪問に多くの遺族は感激して歓迎していたというが、遺族の殆どが、国の援助もなく困窮しており、菅原に対し社会による特攻隊遺族への冷遇ぶりに対する不満を述べ、菅原も心を痛めている。1947年（昭和22年）11月28日、公職追放仮指定を受けた。

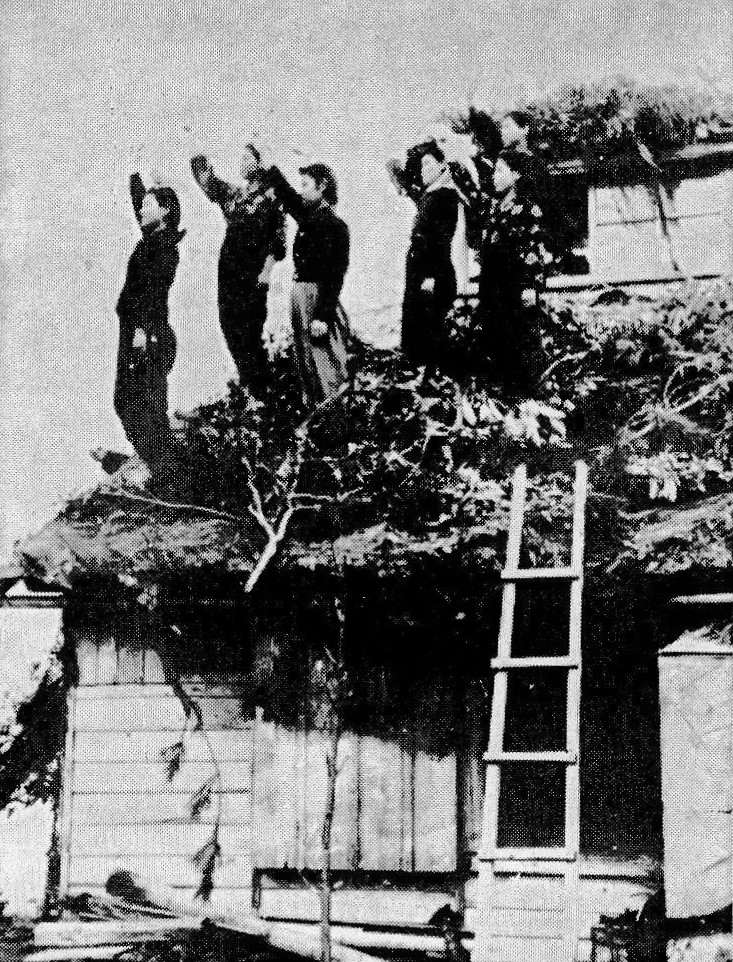
出撃した陸軍の特攻機を兵舎の屋根に上がって見えなくなるまで手を振って見送る知覧町立高等女学校の女学生勤労奉仕隊「なでしこ隊」

菅原は遺族の不満を受け止める中で、特攻隊員の慰霊施設の必要性を痛感し、旧陸軍時代に培った元部下の航空自衛隊田中耕二空将ら自衛隊幹部や元軍令部総長及川古志郎ら元軍幹部などの人脈を駆使、地方公共団体の協賛等を得て、他の軍関係者とともに「特攻平和観音奉賛会」を設立し法隆寺の夢違観音像にちなんだ「特攻平和観音像」を4体建立した。「特攻平和観音像」の胎内には菅原直筆の特攻戦没者の芳名を記した巻物が収められている。1956年に世田谷区の世田谷山観音寺に移設してからは、亡くなる直前まで毎月参詣していたという。
そのうち1体は、特攻基地知覧に建立されて「知覧特攻平和観音像」と名付けられ、その観音像を祀る｢知覧特攻観音堂｣建立のため、菅原らは寄付金を募った。寄付金集めは戦後間もなくの反軍反戦の風潮のなかで大変な苦労があったが、のちに菅原らが集めた寄付金に加えて、知覧町も工費の一部を負担することとなり、1955年に｢知覧特攻観音堂｣は完成し、特攻隊員の慰霊施設を望んでいた「特攻の母」こと鳥濱トメや、知覧町立高等女学校（現鹿児島県立薩南工業高等学校）の女学生で特攻隊員の世話をした「なでしこ隊」の元女学生ら地元住民を喜ばせた。菅原は毎年5月3日に知覧で行われる慰霊祭法要にも、今日のように知覧町（現在は南九州市）あげての大規模なものになる前の、関係者十数名で始めた初回から参列し、死の直前まで参列し続けた。菅原の慰霊祭への参列はたびたび知覧町の町報で報じられており、両者の良好な関係がうかがえる。また、1975年には観音像の近くに全国からの浄財を集めて特攻隊員の銅像「とこしえに」が建立され、翌1976年には知覧町により「知覧特攻遺品館」（のちに知覧特攻平和会館として整備）も造立された。町外れから観音像まで続く灯籠が建てられるなど整備されて、後年、多くの観光客が訪れるようになった。菅原は「特攻平和観音像」建立の発起人として、自らガリ版刷りで案内状を印刷するなど主導的な立場で、特攻隊員の慰霊・顕彰に尽力し成果を挙げた。
1961年この頃は養鶏業を主にしていたようであるが、菅原を取材した週刊文春の記者に対して、泣きそうな表情で「特攻隊で死んだ人たちのことを悪く言わないで下さい。あの青年たちは誰も彼もが立派だった。神々しくもあった」「悪いのは大本営の高級将校とか私たちなのです。私たちはなんと言われてもいい。犬畜生と罵られても決してうらみません、だが、青年たちのことは…」と土下座して謝罪したという。しかし、1969年に執筆した「特攻作戦の指揮に任じたる軍司令官の回想」という文章では、特攻は「自発的行為」だったとし、「あの場合特攻すなわち飛行機を以てする体当たりは唯一の救国方法であり、それが我が国に於いて自然発生の姿で実現したことに意義があるのであって、功罪を論ずるのは当たらないと思う」と記している。菅原の文章は防衛研究所に保管されている。菅原が最後まで特攻を「自発的意思であった」という主張を譲らなかったのは、菅原自身の責任回避であると非難されることもあるが、次男の深堀道義は、菅原は最期まで天皇に対する忠誠を貫いており、「特攻は命令だった」と軍司令官である菅原が認めれば、「上官の命はすなわち朕の命」という日本軍の統帥権上、特攻は天皇が命じたということになりかねないので、特攻の責任を天皇に及ぼさないためにも、軍司令官だった菅原が志願であったと言い通さなければならなかったと推測している。そのため、死の直前に菅原は「あの二十歳前後の若者たちが、何で喜んで死んでゆくものか」という本音を家族にもらしている。
菅原は、作家の高木俊朗とは陸軍特攻に関する取材に応じたり資料を提供したりするなどの交流があったが、高木が航空自衛隊の田中空将の取材に訪れた際に、同席していた菅原は「特攻隊のことを書くのは結構だが、特攻観音のことも、大いに書いてもらいたい。わしは今日も、お参りに行くところだが、このことを、よく念を押そうと思って君がくるのを待っていたのだ」と高木に言い、高木はこの時の菅原の言動を「特攻観音の建立に協力し慰霊もして罪の償いはできたとアピールしていると感じた」としている。一方で菅原も高木の陸軍特攻に関する著作の内容について異論があったが、周囲には「放っておけ、わかっている人はわかっているんだから」と言い、「高木俊朗にはあること無いことを書かれてしまったよ」と笑いながら語っていたという。
1961年に高木の特攻隊に関する著作の映画化の話が持ち上がった際に、取材協力をしていた菅原が高木に「特攻作戦の施策に関して、当局や高級指揮官を苛烈に批判するのは構わないが、特攻勇士を揶揄したり冷笑したり英霊を冒涜することはやめてほしい」「特攻はあくまでも志願であった。当時の雰囲気で志願の強制に陥ったことは生存者の手記等で十分にうかがわれるが、極力、志願を根本としたことは、編成面や天皇への上奏で明らかである」「映画の観客に媚びるために多少のラブシーンは仕方ないが、新鮮、清潔でほどほどにしてほしい」「できれば原稿を一覧させてほしい」などと要望の手紙を出している。高木は後年の著書『陸軍特別攻撃隊』の中で、この手紙は旧軍人の権威主義に基づくおどしであり、検閲に等しいものだと激しく非難し、特に「ラブシーンの抑制」の意見に関しては、特攻隊員が愛する女性への未練を残すような描写をすることは、特攻隊員を神扱いにし、祖国に対して未練も無く勇ましく出撃したという菅原ら旧軍人の理想像に反するから要望した、と断じている。
さらに高木が菅原の陸軍幼年学校からの永年の同窓で盟友でもある石原莞爾のことを書きたいとして菅原に資料の提供を要請したときには、菅原は「君に資料を貸したら、全く逆のことを書かれてしまう。断る」と断ったため、高木との交流は完全に途絶えてしまった。それ以降、前にも増して高木の著作に菅原を非難する記述が目立つようになった、と次男の深堀道義は述べている。高木の『陸軍特別攻撃隊』などにより、菅原には「死を恐れて自決もしなかった愚将」という評価が定着していき、同じように戦後に自決することがなかった特攻隊指揮官富永恭次とともに強い非難を受けたが、菅原がその悪評に対して積極的に反論することはなかった。
最晩年には白内障を患い、軽度の老人性認知症の症状も出たが、それでも息子らの介助で特攻平和観音の参詣を続けた。盲目寸前の父親を介護するため次男道義夫婦が菅原宅で寝泊まりすることとしたが、菅原は時折、第6航空軍時代だと錯覚した言葉を発したという。最晩年まで外での一般的な受け答えや日常生活に支障はなかったが、家で次男ら家族だけが相手になると「川嶋（参謀長）君、明日の出撃はどうなる？」「経理部長、あそこの兵隊たちは腹を空かせている。先に食べさせてくれ」などと参謀か何かと間違えて話しかけ、会話の途中で「何だ、おまえか」と我に還った。ときには「刀を持ってこい、腹を切る」「拳銃はどこに隠した」と自決に関することを口にすることもあって、家族は菅原の頭には第6航空軍時代の記憶が多くを占めて、また終戦後の自決の問題がどれだけ強烈な思いを残していたのか思い知らされた。1983年（昭和58年）12月29日死去。満95歳没。事実に基づかない書籍の記述などで、実像とはかけ離れた人物像が広まって、世間から誹謗され続けながらも積極的に反論することもなく、それに耐えて生き抜いた一生であった。陸軍幼年学校入学当時から死去の3年前まで克明な日記を残しており、靖国神社附属の靖国偕行文庫に所蔵されている。
菅原の特攻隊員の慰霊顕彰活動を「表面的なもの」とみて快く思っていなかった人たちも少なくなく、「振武寮」で参謀の倉澤清忠に虐待された大貫健一郎少尉は「菅原中将の態度は特攻を美化するものであり、戦死者を悼み過去を反省するものではない」と断じており、深堀道義はある特攻隊員の遺族から「あなたのお父さんは絶対に赦せない」と面罵されたという。また今日でも、特攻を指揮したことで「愚将」と評され、また、責任をとって自決することもなく天寿をまっとうした特攻指揮官という非難も多い。
一方で次男の道義は、父への自決しなかったという非難については、「死ねば許される」という日本人の感覚に疑問を呈し、自決よりも降伏した軍司令官として終戦処理を優先したこと、特攻隊員の慰霊顕彰と遺族の弔問を優先して時期的に自決する機会を逸したことに理解を示している。また、菅原は次男道義や陸軍士官学校61期の三男菅原道煕とともに特攻隊員の慰霊顕彰活動に尽力し、菅原の死後に設立された特攻隊戦没者慰霊平和祈念協会（現特攻隊戦没者慰霊顕彰会）では、三男道煕が初代理事長に就任している。道煕は戦後、東京大学大学院に編入して農学を専攻し、その後イリノイ大学でも研究して特に配合飼料の開発で成果を挙げ、伊藤忠商事関係の飼料会社社長などを勤めながら、父とともに特攻隊員の慰霊・顕彰活動に尽力した。特攻隊戦没者慰霊平和祈念協会が特攻隊戦没者慰霊顕彰会に組織変更した以降も、顕彰会顧問として父の菅原の意志を継ぎ特攻隊員の慰霊顕彰事業や特攻の研究などを続けて2012年に逝去している。

## 栄典
位階
- 1910年（明治43年）2月21日 - 正八位[132]
- 1913年（大正2年）4月21日 - 従七位[133]
- 1918年（大正7年）5月20日 - 正七位[134]
- 1923年（大正12年）7月31日 - 従六位[135]
- 1928年（昭和3年）9月1日 - 正六位[136]
- 1937年（昭和12年）9月1日 - 正五位[137]

勲章等
- 1939年（昭和14年）11月13日 - 勲二等瑞宝章[138]

## 著作
- 『卒寿来』（私家版、1984年）

## 親族
- 妻 菅原菊子 - 深堀猪之助の娘
- 長男 菅原道紀 - 陸軍士官学校58期卒業[131]、陸軍大尉
- 次男 深堀道義 - 海軍兵学校75期卒業[131]、軍事史研究者、童謡作曲家
- 三男 菅原道煕 - 陸軍士官学校61期入学も終戦により士官学校が廃止、農学博士、会社社長、特攻隊戦没者慰霊平和祈念協会理事長[131]